# Калаи-Кафирниган
Калаи́-Кафирнига́н (тадж. Қалъаи Кофарниҳон) — буддийский храм в Тохаристане (Бактрия), датируемым VII—VIII веками нашей эры.
Говорят, что буддизм в Тохаристане пережил возрождение при Западно-тюркском каганате (известных в Тохаристане как Ябгу Тохаристана. В нескольких монастырях Тохаристана, датируемых VII—VIII веками, представлены прекрасным и буддийские произведения искусства, такие как Калаи-Кафирниган, Аджина-Тепе и Кафиркала, вокруг которых тюркская знать и население следовали буддизму Хинаяны.

## Галерея

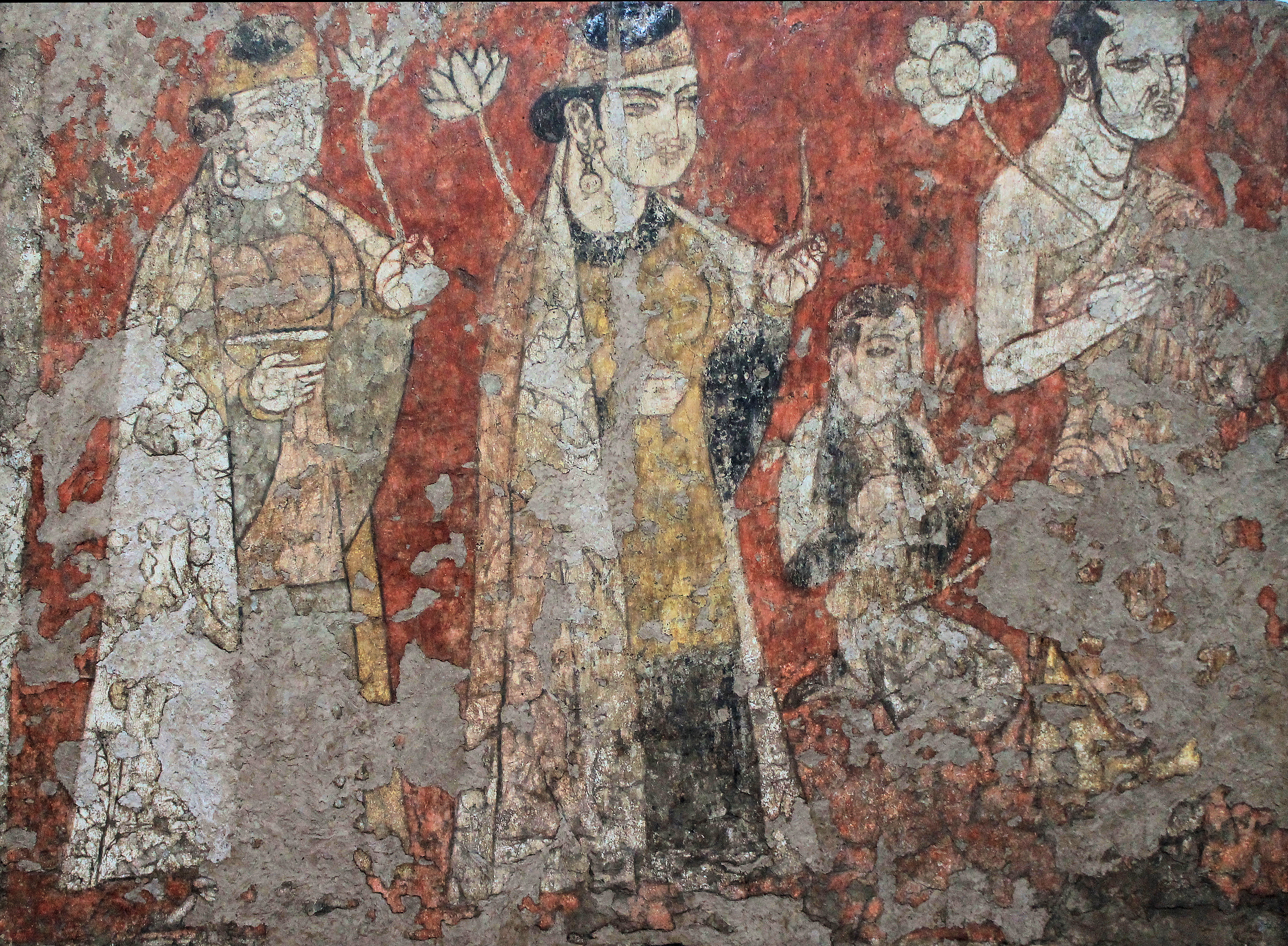
Буддийская фреска из Калаи-Кафирнигана, Музей национальных древностей, Душанбе, Таджикистан. VII—начало VIII-го века[1][2].
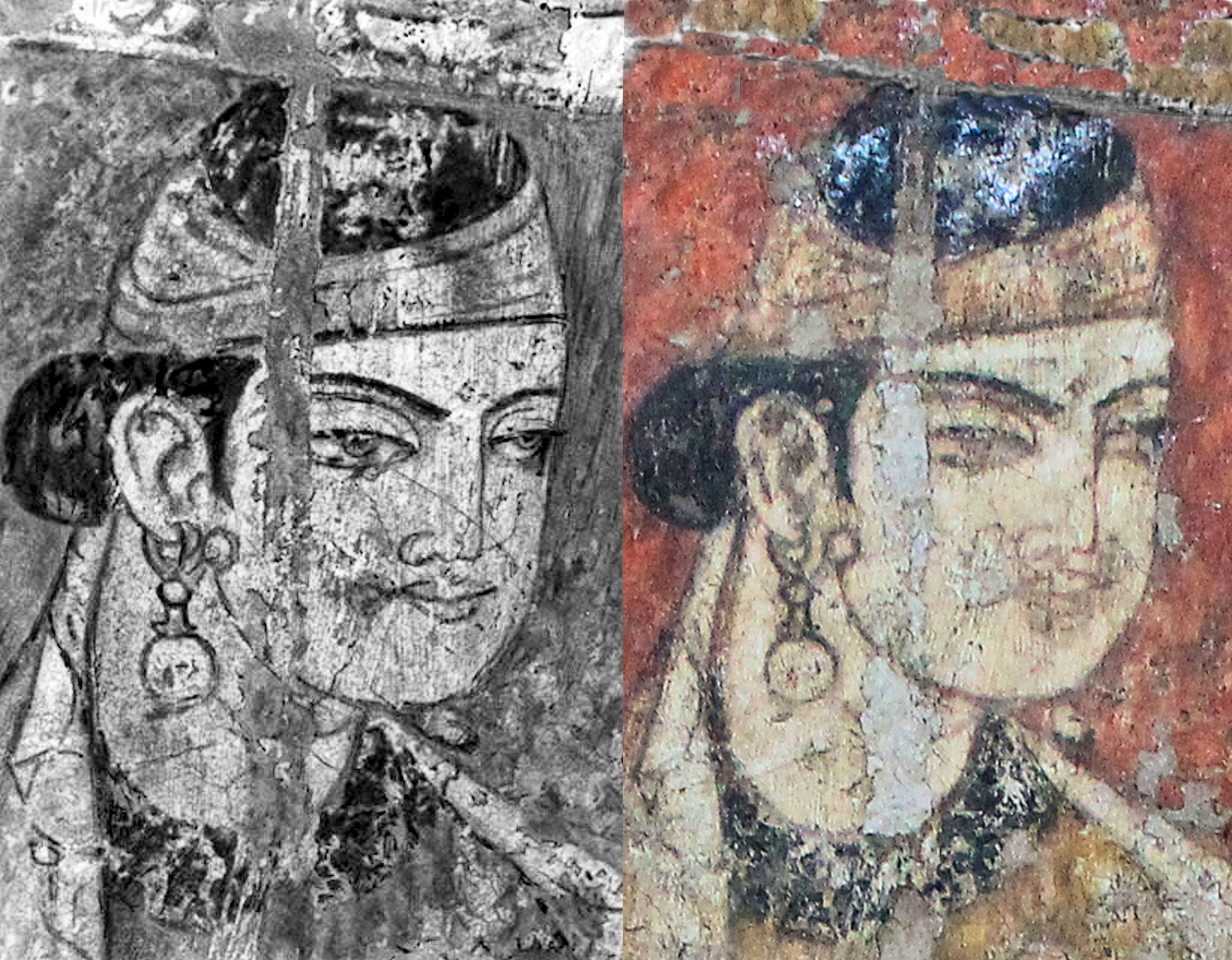
Женщина-преданная в Калаи-Кафирнигане. VII-начало VIII-го века[1].
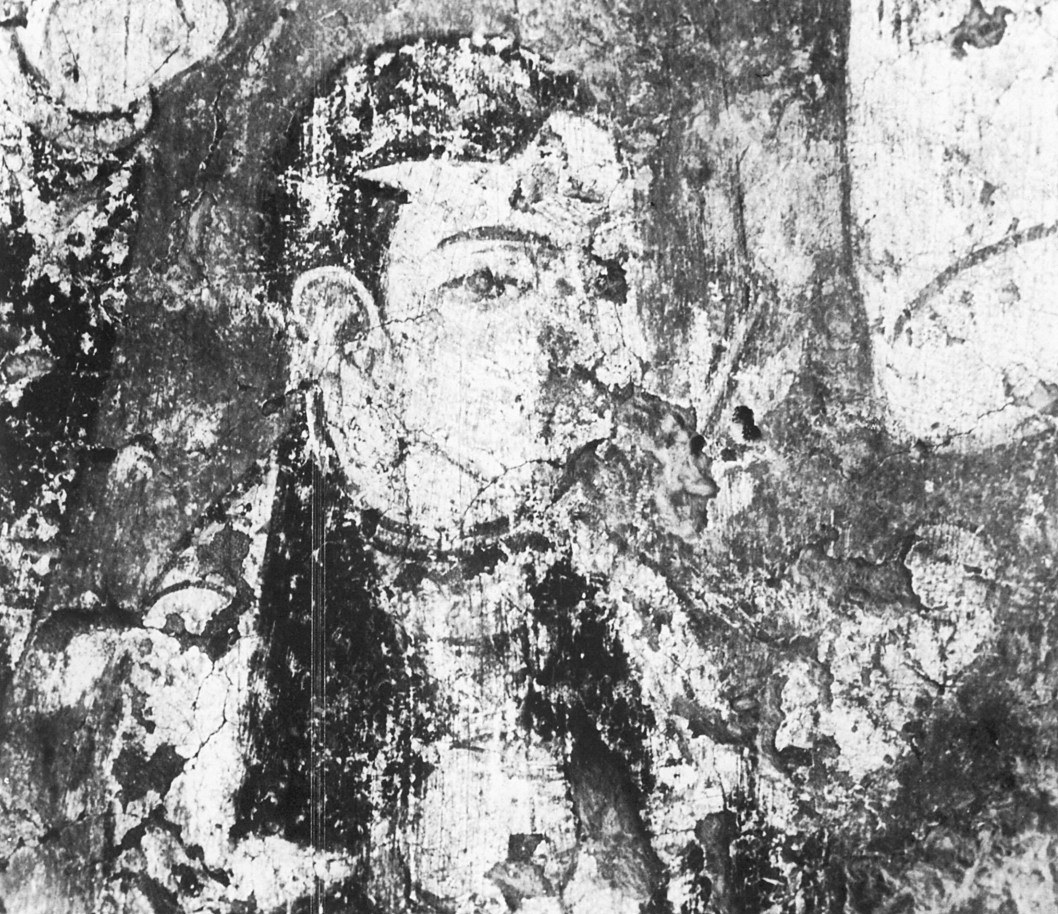
Фреска с изображением мужской фигуры